# Pray You Catch Me
"Pray You Catch Me" é uma canção recordada pela cantora estadunidense Beyoncé para seu sexto álbum de estúdio Lemonade. Seu videoclipe é parte de um filme como o mesmo título do álbum e foi ao ar na HBO.

## Composição
Foi composta por Kevin Garrett, Beyoncé Knowles e James Blake. Beyoncé e Kevin Garett também participaram da produção da faixa.
A canção é descrita como minimalista, com excelente arranjo e cantada de forma sussurada. 
Em Pray You Catch Me, Beyoncé suspeita do adultério e narra, no filme: "Na tradição dos homens do meu sangue, você chega em casa às 3h e mente pra mim. O que você está escondendo? ".

## Vídeo
Em Pray You Catch, Beyoncé é menos certa e mais especulativa da suposta infidelidade de Jay Z A "intuição" cartão do título que delineia o capítulo da canção no vídeo de uma hora sugere a diferença. De qualquer maneira, é a insegurança e tudo é a mesma coisa, e o vídeo da música oferece um vislumbre headspace de Beyoncé. O vídeo inclui imagens de cadeias, e representações de Beyoncé em um campo cheio de folhagem morta e ajoelhada em um palco - uma metáfora para seu relacionamento ruir perante o público.
"Você pode provar a desonestidade
É tudo sobre a sua respiração como você passá-lo de modo descuidado ", Beyoncé canta nas linhas do primeiro verso de abertura." Minha orelha solitária pressionada contra as paredes de seu mundo."
O coro ruminando vê Beyoncé à procura de clareza, mesmo que isso signifique que ela pegue escutas e quebre uma das ligações cardeais de um relacionamento saudável: a confiança.
"Rezando pra você me pegar sussurando,
eu estou rezando você me pegar escutando,
eu estou rezando para pegá-lo sussurrando,
eu estou rezando você me pegar".
Como o vídeo avança em direção a sua conclusão, Beyoncé é vista no telhado de um alto edifício, aparecendo emocionalmente perturbada. No entanto, quando ela entra na borda e salta do prédio, ela não cai na rua - ou simplesmente, ela não fica "travada". Em vez disso, ela cai em uma piscina de água cor azul (talvez uma referência a uma imagem de Beyoncé no início do vídeo, deitada em uma banheira pequena, com pouca ou nenhuma água).

## Uso na Cultura Popular
Pray You Catch Me tem sido usado na mídia. Em 12 de maio de 2016, três semanas após o lançamento do Lemonade, a canção foi incluída no episódio "At Last" de Grey's Anatomy.Lauren Hoffman da Cosmopolitan elogia o uso da música neste episódio dizendo "Eu amo que tenha uma faixa do Lemonade nesse episódio, porque é Beyoncé e o mundo de Shonda, e o resto de nós estamos apenas vivendo nele ".

## Desempenho nas tabelas musicais

### Posições
| Tabela musical (2016)                                  | Melhor posição |
| ------------------------------------------------------ | -------------- |
| Austrália (ARIA Charts)                                | 97             |
| Austrália (ARIA Charts) Urban Singles                  | 11             |
| Canadá (Canadian Hot 100)                              | 71             |
| Estados Unidos (Billboard Hot 100)                     | 37             |
| Estados Unidos (Top R&B/Hip-Hop Songs)                 | 22             |
| França (Syndicat National de l'Édition Phonographique) | 96             |
| Reino Unido (UK Singles Chart)                         | 52             |
| Reino Unido (UK R&B Singles Chart)                     | 28             |
| Suécia (Sverigetopplistan)                             | 15             |